# Georges Lory
Pour les articles homonymes, voir Lory.
 (mai 2018).
Si vous disposez d'ouvrages ou d'articles de référence ou si vous connaissez des sites web de qualité traitant du thème abordé ici, merci de compléter l'article en donnant les références utiles à sa vérifiabilité et en les liant à la section « Notes et références ».
Georges Marie Lory, né en 1950, est un écrivain, poète et traducteur français. 
De l'afrikaans ou de l'anglais, il a traduit Breyten Breytenbach, Antjie Krog, Deon Meyer, Nadine Gordimer, John Coetzee, André Brink ou Njabulo Ndebele.

## Biographie
Diplômé de l'Institut d'études politiques de Paris, Georges Lory a travaillé au ministère de l’Économie et des Finances en Côte d'Ivoire, puis à Jeune Afrique, avant de devenir conseiller culturel à l'ambassade de France en Afrique du Sud (1990-1994). 
Il exerce des fonctions similaires à Gand en Flandre, puis intègre Radio France Internationale comme directeur des Affaires internationales. Il achève son parcours professionnel à Johannesburg, en tant que délégué général de l’Alliance française en Afrique australe.
Polyglotte, il dirige la série « Lettres sud-africaines » chez Actes Sud.
Il a tenu un blog littéraire hebdomadaire pendant trois ans sur le site de RFI.

## Œuvres
- 136, Bruno Doucey, 2017  (ISBN 9782362291562)
- L'Afrique du sud, Karthala, 2010  (ISBN 9782865378234)
- Afrique australe : l'Afrique du Sud, ses voisins, leur mutation, Autrement, 1990  (ISBN 9782862603018)
- (dir), Afrique du sud : riche, dure, déchirée, Autrement, 1985  (ISBN 9782862601472)

Ses poèmes en afrikaans sont sortis chez Tafelberg.

## Traductions littéraires
Il a commencé à traduire Breyten Breytenbach lorsque le poète afrikaner était en prison : Feu froid, Christian Bourgois, 1976  (ISBN 9782267000481). Après sa libération viendront Métamorphase, Grasset, 1984  (EAN 9782246389415), Outre-voix (prix Max-Jacob), Actes Sud, 2009, La Femme dans le soleil, Bruno Doucey, 2015, La Main qui chante, Bruno Doucey, 2020.
De l’afrikaans, il a aussi traduit des poèmes d’Antjie Krog (Ni pillard ni fuyard 2004  (ISBN 2868534066), Une Syllabe de sang 2013  (ISBN 2868535992), Le temps qu’il fait), Messe pour une planète fragile 2020  (ISBN 9782848093536) ainsi que son témoignage sur la Commission Vérité et Réconciliation (La Douleur des mots, Actes Sud  (ISBN 9782742749010)). S’ajoutent quatre romans policiers de Deon Meyer (En vrille, Seuil  (ISBN 9782757864548) La Proie, La femme au manteau bleu  (ISBN 9782072857805), Cupidité  (ISBN 9782072973406), Leo chez Gallimard  (ISBN 978-2-07-306206-2)) et le premier roman de Dominique Botha (Rivière fantôme, Actes Sud  (ISBN 9782330060701)). Un extrait de Miskien Nooit, roman d'André Brink (Meet no 9  (ISBN 2-911686-34-9)). Une nouvelle de Barto Smit, Poésie 97, n°6, 1997
De l'anglais, Georges Lory a traduit les  deux prix Nobel sud-africains : Nadine Gordimer (Un Amant de fortune, Pillages, Bouge-toi, Beethoven avait un seizième de sang noir, Grasset  (ISBN 2246734517)) et John Coetzee (Trois histoires, L’Education de Jésus, L'Abattoir de verre, Seuil 2018  (ISBN 9782021402391), La mort de Jésus, Seuil 2021  (ISBN 9782021450576)). Signalons aussi dans la série Lettres sud-africaines les romans Coconut de Kopano Matlwa, Le Lamento de Winnie Mandela de Njabulo Ndebele. Enfin Distance d'Ivan Vladislavic  (ISBN 978-2-88927-806-0), ainsi que La lecture  (ISBN 9782494463219). aux édition Elyzad.
- Des poèmes de Lebo Mashile (Annales anonymes, Chantiers navals, 2013).
- Des nouvelles de John Matshikiza et Albie Sachs (Les Temps modernes no 585, novembre 1995)
- Des nouvelles d'Es'kia Mphahlele et Njabulo Ndebele (Raconter des histoires, Grasset, 2004).
- Des poèmes de Vonani Bila, Sheila Cussons, Johan de Lange, Ingrid Jonker, Charl-Perre Naudé, Karen Press, Adam Small, Barto Smit, Wilma Stockenström. (Poèmes d'Afrique du Sud, Actes Sud 1998  (ISBN 2742730613)).

Du néerlandais, il a traduit La Terre promise d’Adriaan Van Dis, Actes Sud, 1993  (ISBN 286869991X).
Du kaaps (en), Le cantonnement  de Ronelda Kamfer, chez ZOE en 2025  (ISBN 978-2-88907-510-2).

## Famille
Il est le fils de Marie-Joseph Lory et le frère de Pierre Lory et Bernard Lory.